# Melanthia fasciata
Melanthia fasciata är en fjärilsart som beskrevs av Hoffmann 1917. Melanthia fasciata ingår i släktet Melanthia och familjen mätare. Inga underarter finns listade i Catalogue of Life.